# Riego del Camino
Riego del Camino es una localidad española del municipio de Manganeses de la Lampreana, en la provincia de Zamora, comunidad autónoma de Castilla y León. Se encuentra ubicada en la comarca de la Tierra del Pan.

## Geografía humana

### Demografía
| Gráfica de evolución demográfica de Riego del Camino entre 1842 y 1960 |
| |
| Población de derecho según los censos de población del INE Población de hecho según los censos de población del INEEntre el censo de 1970 y el anterior, este municipio desaparece porque se integra en el municipio 49108 (Manganeses de la Lampreana) |

| Gráfica de evolución demográfica de Riego del Camino entre 2000 y 2023 |
|                                                                        |
| Población de derecho (2000-2023) según el padrón municipal del INE     |

## Fiestas
Riego del Camino celebra sus fiestas en honor del Santísimo Cristo de la Vera Cruz, el día 23 de mayo, y las fiestas del turista, el tercer fin de semana de agosto.